# Клепинин, Николай Николаевич
Николай Николаевич Клепинин (23 декабря 1869  [4 января 1870], Екатеринбург, Пермская губерния — 28 августа 1936, Симферополь) — российский и советский почвовед. Профессор (1931). Ректор Крымского института специальных культур (1923).

## Биография
Родился 23 декабря 1869 года в Екатеринбурге. Отец — председатель Екатеринбургского уездного земства Николай Андреевич Клепинин. Братья — архитектор Андрей Клепинин и начальник Приморского переселенческого района на Дальнем Востоке Борис Клепинин; сестра — актриса Вера Клепинина.
С 1892 по 1895 год учился на отделении природознания физико-математического факультета Санкт-Петербургского Императорского университета, после окончания которого учился в Новоалександрийском институте сельского хозяйства и лесоводства. Работал на кафедре сельского хозяйства Санкт-Петербургского университета под руководством профессора А. В. Столетова.
Участник экспедиций под руководством Константина Глинка (1897—1898). С 1899 по 1902 года работал земским почвоведом во Владимирской губернии. в 1903 году переехал в Симферополь, где до 1918 года работал служащим Таврической губернской земской управы, заведующим лабораторией почвоведения и председателем Крымского товарищества природоведения. Вместе с земскими почвоведами А. П. Чорным и А. И. Прохоровым занимался изучением почв и занимался составлением карт почв уездов Таврической губернии. С 1906 по 1907 год являлся редактором газеты «Южные ведомости». В 1910 году стал членом Таврической учёной архивной комиссии.
С 1918 по 1921 год являлся заведующим опытным отделом, ассистентом, профессором и заведующим кафедрой агрохимии новообразованного Таврического университета. 29 июля 1918 года стал членом губернской земской управы. С 1922 по 1923 год — профессор и ректор Крымского института специальных культур.
10 июня 1924 года Комитет Наркомзема Крыма на базе совхоза «Ташлы-Кипчак» в одноимённом селе создал Крымскую областную опытную станция по полеводству, первым директором которой был назначен Клепинин, остававшийся в этой должности до 1931 года. Параллельно, с 1926 года Клепинин являлся научным сотрудником Крымского научно-исследовательского института геологии. В 1931 году ему было присвоено звание профессора Крымского сельскохозяйственного института. Тогда же он возглавил кафедру почвоведения в Крымском институте специальных культур имени М. И. Калинина. С 1932 по 1936 год — заведующий кафедрой полеводства и почвоведения Крымской высшей коммунистической школы им. В. М. Молотова.
Скончался 28 августа 1936 года в Симферополе. В 1948 году село Ташлы-Кипчак было переименовано в Клепинино. В 1980-е годы тело Клепинина по просьбе рабочих НПО «Элита» (ранее Крымская опытная станция) было перезахоронено в Клепинино. На доме в Симферополе, где проживал Клепинин, установлена мемориальная доска. Кроме того, в селе Клепинино был установлен памятник в часть Николая Николаевича Клепинина.

## Научная деятельность
Занимался исследованием почв Крыма. Автор карт почв ряда уездов Таврической губернии. В 1932 году составил одну из первых карт почв полуострова. Один из авторов путеводителя «Крым» 1914 года. В 1912 году описал ледяную пещеру Бузлук на Караби-яйла.
В 1935 году издал свою фундаментальную работу «Почвы Крыма», материал для которой собирал в течение 30 лет.

## Семья
Супруга — Эсфирь Самойловна Фригоф (1887—1956).

## Научные труды
- Об охране памятников старины в Крыму // Записки Крымского общества естествоиспытателей и любителей природы. — 1912. — Т. 2. — С. 167—178.
- Грязевые сопки Керченского полуострова и извержение сопки Джавтепе (в 1914 году) Архивная копия от 17 января 2021 на Wayback Machine
- Геологический очерк Крыма Архивная копия от 15 августа 2020 на Wayback Machine, 1914
- Геологический очерк окрестностей Симферополя Архивная копия от 25 сентября 2020 на Wayback Machine, 1916
- Южный берег Крыма, 1923
- Геологические экскурсии в Крыму: окрестности Севастополя и Симферополя. — Симферополь: Крымиздат, 1924. — 63 с.
- Отчего в Крыму часто бывают неурожаи и как с ними бороться. — Симферополь: Крымгиз, 1926. — 34 с.
- Как работает Крымская опытная станция. — Симферополь: Крымгосиздат, 1927. — 34 с.
- Основания организации Крымской опытной станции. — Симферополь, 1928. — 62 с.
- Крым геологический очерк. — Симферополь: Крымиздат, 1929. — 32 с.
- Почвы Крыма. — Симферополь: Гос. изд-во Крымской АССР, 1935. — 118 с.